# Xã Annawan, Quận Henry, Illinois
Xã Annawan (tiếng Anh: Annawan Township) là một xã thuộc quận Henry, tiểu bang Illinois, Hoa Kỳ. Năm 2010, dân số của xã này là 1.112 người.